# Henry Hudson
Henry Hudson (Londra, 1565 circa – Baia di Hudson, giugno 1611) è stato un esploratore e navigatore inglese.
Scomparve nel 1611, verosimilmente nel corso di un ammutinamento nella Baia di Hudson. A lui sono intitolati la Baia di Hudson in Canada e il fiume Hudson negli Stati Uniti, che scorre nello stato di New York.

## Biografia

### Primi viaggi
Dell’infanzia di Hudson non si sa nulla fino al primo viaggio che fece. Si sa per certo che un viaggio del 1585, guidato dal navigatore inglese John Davis verso l'Artico nel tentativo di trovare un Passaggio a nord-ovest, fu preparato e organizzato a casa di un tale Thomas Hudson a Limehouse; Henry Hudson potrebbe essere stato presente in quell'occasione e quindi affascinato dall’Artico potrebbe aver sviluppato un interesse permanente per l'esplorazione di quella zona del mondo, tanto da suscitare l’interesse di due facoltose compagnie di esplorazioni per la sua competenza di navigatore al comando di pericolose esplorazioni.
Con la Compagnia di Mosca, facente parte di un piccolo numero di compagnie commerciali in possesso di una concessione reale, salpò nella primavera del 1607 assieme a suo figlio John e altri 10 compagni a bordo della nave Hopewell nella missione di scovare un passaggio dall’Oceano Artico che arrivasse a quello Pacifico. In giugno raggiunse le coste orientali della Groenlandia e iniziò l'esplorazione dirigendosi ancora più a nord, cartografando al contempo i territori che incontrava.
Arrivò alle isole Svalbard e toccò il punto più settentrionale dell'arcipelago il 14 luglio, la nave si trovava a sole 577 miglia dal Polo nord. Proseguì oltre l’Arcipelago delle Spitsbergen ma dopo poco fu chiaro che non c'era una via per andare oltre a causa del ghiaccio e decise di ritornare in Inghilterra il 31 luglio. Durante il viaggio di ritorno, Hudson scoprì quella che ora è conosciuta come l'Isola Jan Mayen prima di ritornare a casa in settembre.
Il 22 aprile 1608 Hudson fece un secondo viaggio, anche questo finanziato dalla Compagnia di Mosca, verso le isole Svalbard e le isole di Novaja Zemlja, a est del Mare di Barents. Trovandosi nuovamente la via sbarrata dai banchi di ghiaccio, tornò in Inghilterra in agosto.

### Al servizio olandese

Policies of assurance of Newburyport, 1794 (Fondazione Mansutti, Milano).

Le compagnie inglesi iniziarono ad essere riluttanti nel sostenerlo dopo due viaggi falliti ma Hudson fu attirato ad Amsterdam per intraprendere un terzo viaggio a nord-est commissionato dalla Compagnia olandese delle Indie orientali per guidare una terza spedizione nel 1609. Mentre si trovava nei Paesi Bassi, sentì che sembravano esserci due possibili canali verso il Pacifico attraverso il Nord America di cui uno si diceva essere a circa 62° di latitudine N, descritto nei diari di un viaggio del 1602 di un esploratore inglese, il capitano George Weymouth. L'altro sembrava essere circa 40° N di latitudine, ed era stato recentemente segnalato dal soldato, esploratore e colono inglese Capt. John Smith.

Hudson il 6 aprile 1609 salpò dai Paesi Bassi (Repubblica delle Province Unite) a bordo della nave Halve Maen, diretto a nord, ma a maggio i venti contrari e le tempeste lo costrinsero a ritirare l’idea di un viaggio a nord-est prima ancora di raggiungere la Novaja Zemlja, così decise di ignorare il suo accordo e decise di cercare invece il passaggio a nord-ovest. Durante il viaggio lungo la costa atlantica, dopo essere sbarcati in luglio a Terranova, Canada, impiegarono i successivi 4 mesi ad esplorare la costa orientale del America del Nord, compresi Manhattan, il Maine e Capo Cod, poi imboccarono il fiume già incontrato dal navigatore fiorentino Giovanni da Verrazzano nel 1524, che da allora fu nominato come Hudson.
Dopo averlo risalito per circa 240 km fino alle vicinanze di quella che oggi è Albany, Hudson concluse che il fiume non portasse al Pacifico. Più tardi i Paesi Bassi avrebbero rivendicato il possesso di quell'area insediandovi una colonia chiamata Nuova Amsterdam, anche se pare che Hudson stesso abbia chiamato Staten Island (in olandese Staaten Eylandt) quella parte che ora si chiama New York, in onore degli Stati Generali (parlamento) dei Paesi Bassi.
Durante la sua esplorazione della regione, Hudson passò vicinissimo a un gruppo comandato dall'esploratore francese Samuel de Champlain, il quale era in missione a sud dalla sua base nel Québec, anche se i due non erano a conoscenza l'uno dell'altro. Durante il ritorno, attraccò a Dartmouth, in Inghilterra, dove le autorità inglesi si impegnarono affinché lui e agli altri membri dell'equipaggio inglese non effettuassero viaggi per conto di altre nazioni. Questo era un vero e proprio reato, in quanto gli Atti di Navigazione, un insieme di leggi mercantili per proteggere le rotte commerciali inglesi dalla Repubblica delle Province Unite, non erano stati ancora introdotti. Fu rilasciato poco dopo. Il registro e le registrazioni della nave furono inviati nei Paesi Bassi e le notizie delle scoperte si diffusero rapidamente.

### L’ultimo viaggio
Hudson dopo l’ultimo viaggio si era messo subito a preparare un viaggio in America per seguire il suggerimento di George Weymouth, il quale aveva descritto un'insenatura, lo Stretto di Hudson, dove uno strano fenomeno rilevato suggeriva che al di là dello stretto si trovasse un grande specchio d'acqua. Hudson era sicuro che fosse l'Oceano Pacifico.
Nel 1610 Hudson preparò un altro viaggio da compiere sotto la bandiera inglese; stavolta i finanziamenti vennero dalla Compagnia della Virginia e dalla Compagnia britannica delle Indie orientali la quale contribuì con 300 sterline, la Compagnia di Mosca sembra abbia fornito un importo simile e altri finanziatori privati includevano 5 nobili e 13 mercanti. Salpò da Londra il 17 aprile 1610 al timone della sua nuova nave, la Discovery, raggiunse l’Islanda l’11 maggio e vi rimase qualche tempo, poi toccò l'estremità meridionale della Groenlandia il 4 giugno e riuscì a doppiarne la punta sud per continuare verso ovest.
Entrando nella Baia di Hudson all'inizio di agosto, seguì poi la costa orientale verso sud, trovandosi poi nella Baia di James all'estremità meridionale, ovviamente senza sbocco sul Pacifico da trovare, Hudson girovagò senza meta finché l'inverno non lo colse. Sorsero alcuni litigi tra membri dell'equipaggio che sospettavano che Hudson stesse di nascosto lasciando più cibo ai suoi preferiti; Robert Juet un ufficiale, era stato retrocesso e cospirando con Henry Green, un altro graduato infuriato con il capitano, e con altri membri dell’equipaggio per ammutinamento.

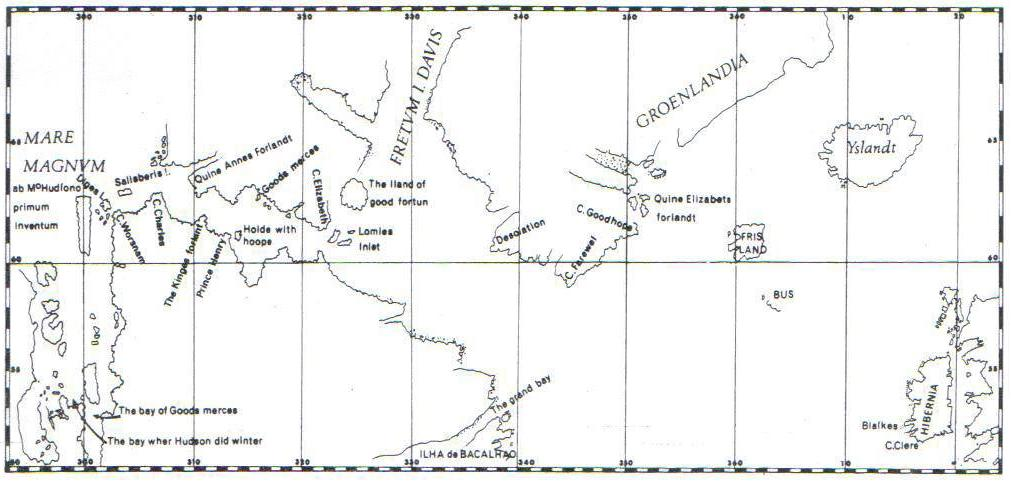
Mappa del quarto viaggio di Hudson.

Quando il ghiaccio si sciolse nella primavera del 1611, Hudson avrebbe voluto continuare l'esplorazione, ma l'equipaggio voleva tornare a casa, così una volta iniziato il viaggio di ritorno, gli ammutinati catturarono Hudson, suo figlio e altri sette marinai ammalati di scorbuto, gettandoli alla deriva nella Baia di Hudson in una piccola barca aperta il 22 giugno 1611, non furono più visti, sebbene alcuni affermino che siano riusciti a dirigersi a sud fino a raggiungere il fiume Ottawa, anche se nel 1631-1632 un altro esploratore trovò le rovine di un rifugio, forse eretto dai naufraghi e ipotizzò fosse del capitano scomparso tempo prima. Benché il Discovery sia salpato verso l'Inghilterra, nessuno degli ufficiali ritornò a casa sull'imbarcazione, perché furono uccisi, insieme a molti altri, in uno scontro con gli eschimesi.
I rapporti di Hudson, sul suo viaggio per conto degli olandesi, sono andati persi, ma un resoconto fu fatto da Johannes de Laet nel suo libro Nieuwe Wereldt ofte beschrijvinghe van West-Indien (Il Nuovo Mondo o la descrizione dell'India Occidentale) del 1625. La stessa cosa accadde al viaggio di Adriaen Block.

## Cultura di massa
Henry Hudson e il suo equipaggio appaiono come fantasmi nel racconto di Washington Irving Rip van Winkle. Negli albi a fumetti "Storie da Altrove" La cosa che attende nella nebbia e L'ombra che sfidò Sherlock Holmes, un temibile demone si manifesta con le sembianze dell'esploratore inglese per combattere contro il celebre investigatore di Baker Street.